# Víctor Muzadi
Víctor Muzadi (Libreville, 22 giugno 1978) è un ex cestista angolano.

## Carriera
Con l'Angola ha disputato due edizioni dei Giochi olimpici (Sydney 2000, Atene 2004), i Campionati mondiali del 2002 e quattro edizioni dei Campionati africani (2001, 2003, 2005, 2007).